# Microfish
Microfish é o único lançamento da banda americana Spys 4 Darwin, lançado em 2001 na forma de um EP.
O álbum consiste em gravações feitas pelo Binge Studios que foram refinados por Chris DeGarmo e Sean Kinney antes de serem mixados por Adam Kasper no Studio X. A banda lançou o EP na sua própria gravadora, Pied Registros Viper. Originalmente disponível apenas através do site oficial da banda. Em janeiro de 2008, muito depois da Spys 4 Darwin ter se  dissolvido e o site saído do ar, o EP foi disponibilizado pelo site CDBaby.com. O grupo realizou um show no Endfest 10 em 4 de agosto de 2001. Outras bandas que participaram do evento foram Nickelback, Ours e The Crystal Method.

## Faixas
1. "Submission In Love"
2. "Insomnia Station"
3. "Dashboard Jesus (Follow)"
4. "Chain Letter"
5. "Flood (Skill Of The Kill)"
6. "Cold Dead Hands"